# Ulrich Hambüchen
Ulrich Hambüchen (* 2. Januar 1949 in Korschenbroich) ist ein deutscher Jurist und Publizist. Beruflich war er bis Mitte 2014 als Vorsitzender Richter am Bundessozialgericht in Kassel tätig, seitdem arbeitet er als selbständiger Rechtsanwalt und Berater im Gesundheitswesen.
Nach seinem 2. juristischen Staatsexamen im Juli 1977 arbeitete Hambüchen bis Ende 1978 als Rechtsanwalt. Bereits ein Jahr vor seiner Promotion im Juli 1980 wurde er als Richter an das Sozialgericht Aachen berufen. Dort war er bis 1984 tätig. Nebenbei baute er eine Beratungsstelle für (bedürftige) Ausländer in Aachen auf, die er bis Mitte 1984 auch ehrenamtlich leitete. In den folgenden drei Jahren arbeitete er als wissenschaftlicher Mitarbeiter beim Bundesverfassungsgericht, Dezernat BVR Prof. Dr. Katzenstein.
Mitte 1987 wechselte Hambüchen als Richter an das Landessozialgericht Nordrhein-Westfalen in Essen, wo er bis Mitte 1990 blieb. Im Anschluss daran war er wiederum drei Jahre lang, von 1990 bis 1993, als Referatsleiter im Ministerium für Arbeit, Gesundheit und Soziales des Landes Nordrhein-Westfalen tätig. Neben der Dienstaufsicht über die Arbeits- und Sozialgerichtsbarkeit des Landes oblag ihm dort vor allem der Aufbau neuer Arbeits- und Sozialgerichte in der ehemaligen DDR.
Im Mai 1993 wurde Hambüchen zum Richter am Bundessozialgericht in Kassel ernannt. Dort arbeitete er zunächst im 7. Senat (Arbeitsförderungsrecht). Im Juni 2007 wurde er zum Vorsitzenden Richter ernannt und ihm die Leitung des 3. Senats (Kranken- und Pflegeversicherung, Künstlersozialversicherung) übertragen Dieses Amt hatte er bis zu seiner Pensionierung Ende April 2014 inne.
In der Zeit von Januar 1994 bis Dezember 2001 war Hambüchen von seiner Tätigkeit als Bundesrichter beurlaubt, um im Auftrag der Bundesregierung verschiedene Tätigkeiten in der Entwicklungszusammenarbeit (EZ) zu können. Bereits im Juli und August 1991 war er schon für die EZ in Russland im Einsatz gewesen. Später folgten Beratungstätigkeiten in der Mongolei (Juni 1995, Mai 1996 sowie Juli und August 1997), in Vietnam (mehrfach in 2009 und 2010) sowie in Kirgistan (März 2016).
Die größte Herausforderung war aber wohl seine Tätigkeit als Gesetzgebungsberater im Ministerium für Arbeit und Soziale Sicherheit in der Volksrepublik China von 1994 bis 2001. Durchgängig war er in dieser Zeit als Berater im Ministerium für Arbeit und Soziale Sicherheit in Beijing im Einsatz, insbesondere zur Implementierung eines marktangepassten Arbeitsrechts sowie zum Aufbau eines neuen Systems sozialer Sicherheit. Als weiterer Schwerpunkt trat ab 1997 die Mitarbeit bei der Neuordnung des chinesischen Verwaltungsrechts hinzu – hier insbesondere die Beratung der Gesetzgebungskommission des Nationalen Volkskongresses der Volksrepublik China mit den Schwerpunkten Verwaltungsreform, Staatsorganisations- und Verfassungsrecht. In seiner gesamten chinesischen Zeit wurden über 100 wegweisende Gesetze und Verordnungen verabschiedet, an deren Zustandekommen er maßgeblichen Anteil hatte (z. B. Arbeitsgesetzbuch, Sozialversicherungsgesetz, Verwaltungsverfahrens- und Gesetzgebungsgesetz). Zusätzlich koordinierte Hambüchen von 1999 bis 2001 den deutsch-chinesischen Staatsdialog für die Bundesregierung und das Rechtsamt im Staatsrat der VR China („Kanzler-Initiative“).
Nach seiner Pensionierung als Bundesrichter ist Hambüchen seit Mai 2014 wieder als Rechtsanwalt zugelassen und tätig. Sein Schwerpunkt ist die Beratung und Vertretung von Krankenhäusern in allen Fragen des Abrechnungswesens und des Medizincontrollings. Außerdem organisiert er medizinrechtliche Veranstaltungen (u. a. das Petersberger Forum für Gesundheitswesen) und hält Vorträge zu virulenten Themen der Kranken- und Pflegeversicherung. Seit 2015 ist er zudem Mitglied der Ethik-Kommission Westfalen-Lippe.
Hambüchen ist als Fachautor mit zahlreichen Veröffentlichungen in Buch- und Zeitschriftenform in Erscheinung getreten. Im März 2016 erschien zudem sein erster Roman „Café Entengrütze“ im Asso-Verlag Oberhausen. Im Genre eines Kriminalromans verfasst, stellt die Erzählung aber vor allem eine Hommage an seine neue Heimat – das südliche Ruhrgebiet – dar.
2022 erhielt Hambüchen das Bundesverdienstkreuz am Bande für sein berufliches Engagement in der deutsch-chinesischen Entwicklungszusammenarbeit und in der Rechtsberatung zur chinesischen Gesetzgebung im öffentlichen Recht wie auch im Arbeits- und Sozialrecht.